# Немачка подморница У-15
Подморница У-15 је била Немачка подморница типа II-Б и коришћена је у Другом светском рату. Подморница је изграђена 7. марта 1936. године и служила је у 1. подморничкој флотили (1. март 1936 — 1. август 1939) - борбени брод, 1. подморничкој флотили (1. септембар 1939 — 31. децембар 1939) - борбени брод, и 1. подморничкој флотили (1. јануар 1940 — 30. јануар 1940) - борбени брод.

## Служба
Подморница У-15, напуста 31. августа 1939. године, базу Вилхелмсхафен, и одлази у своју прву борбену патролу, а уједно и мисију полагања мина. По завршеном полагању једног монског поља, У-15 упловљава 8. септембра у Вилхелмсхафен. У 06:10 сати, 10. септембра 1939. године, британски трговачки брод  (заповедник Харолд Стивендал Хјусан) који је превозио угаљ, удара у једну мину, положену 5. септембра од подморнице У-15, и тоне на око 1 наутичку миљу југоисточно од рта Флемборог. Један члан посаде гине, а заповедника и осталих 22 члана посаде сакупља један рибарски брод и искрцава их у Бридлингтон.
На своје ново патролирање, У-15 полази из Вилхелмсхафена 20. септембра 1939. године, али се након 19 дана неуспешног патролирања враћа у Вилхелмсхафен. Дана, 21. октобра 1939. године, британски трговачки брод  (заповедник Александер Симсон) на коме се налазило 2.100 тона угља, удара у једну мину, коју је 5. септембра положила У-15, и тоне на око 15 наутичких миља од рта Флемборог. Једанаест чланова посаде је погинуло, а заповедника и још 3 преостала члана посаде сакупља британски разарач HMS Woolston (L 49), и искрцава их у Ројст.
Након мало више од месец дана, 14. новембра, У-15 полази на своје треће патролирање, али се већ 18. новембра враћа у Вилхелмсхафен. Дана, 28. децембра 1939. године, британски рибарски брод  (заповедник А. Дервуд) удара у једну мину, положоне 5. септембра од У-15, и тоне на око 6 наутичких миља од рта Флемборог. На своје четврто патролирање, У-15 полази из Вилхелмсхафена 9. јануара 1940. године, али након 11 дана неуспешног патролирања, она се враћа у Вилхелмсхафен. На своје последње патролирање, У-15 полази 29. јануара 1940. године. Сутрадан, 30. јануара, подморница У-15 тоне у Северном мору, након што је грешком ударена прамцем немачког торпиљера Iltis. Комплетна посада од 25 људи је потонула заједно са својом подморницом.

## Команданти
- Вернер фон Шмит - 30. септембар 1935 — 15. мај 1936.
- Ханс Кохауц - 16. мај 1936 — 2. август 1936.
- Вернер фон Шмит - 3. август 1936 — 30. септембар 1937.
- Хајнц Бухолц - 1. октобар 1937 — 26. октобар 1939.
- Петер Фрам - 27. октобар 1939 — 30. јануар 1940.

## Бродови
| Име брода | Држава               | Тежина     | Година изградње | Датум напада        | Напомена |
|           | Уједињено Краљевство | 2.796 тона | 1937.           | 10. септембар 1939. | Потопљен |
|           | Уједињено Краљевство | 1.478 тона | 1925.           | 21. октобар 1939.   | Потопљен |
|           | Уједињено Краљевство | 258 тона   | 1917.           | 28. децембар 1939.  | Потопљен |
| --------- | -------------------- | ---------- | --------------- | ------------------- | -------- |